# Chế độ giờ làm 996
Hệ thống/ chế độ giờ làm việc/ công tác 996, hệ giờ làm 996 dịch từ công tác chế 996 (tiếng Trung: 996工作制; bính âm: Gōngzuò zhì) hay theo cách các báo Việt Nam hay gọi văn hóa/ lịch làm việc 996, là một lịch trình làm việc được thực hiện bởi một số công ty ở Cộng hòa Nhân dân Trung Hoa. Tên gọi bắt nguồn từ yêu cầu của nó rằng nhân viên làm việc từ 9:00 sáng đến 9:00 tối, 6 ngày mỗi tuần; tức là 72 giờ mỗi tuần. Một số công ty internet của Trung Quốc đại lục đã áp dụng hệ thống này làm lịch trình làm việc chính thức của họ. Những người chỉ trích cho rằng hệ giờ làm 996 là một sự vi phạm trắng trợn luật pháp Trung Quốc. Nó đã được gọi là "chế độ nô lệ hiện đại."
Vào tháng 3 năm 2019, một cuộc biểu tình "chống 996" đã được phát động thông qua GitHub. Năm 2021, lần đầu tiên một nghiên cứu học thuật của các tổ chức Trung Quốc đã công nhận sự tồn tại của "văn hóa làm việc quá mức như "996"".
Ngày 27 tháng 8 năm 2021, Tòa án Nhân dân Tối cao và Bộ Tài nguyên nhân sự và Bảo trợ xã hội Trung Quốc công bố một bài luận trong đó khẳng định rằng chế độ làm việc "996" là bất hợp pháp.

## Bối cảnh
Văn hóa làm việc ngoài giờ có lịch sử lâu đời ở các công ty CNTT nơi thường tập trung vào tốc độ và giảm chi phí. Các công ty áp dụng một loạt các biện pháp, chẳng hạn như hoàn trả tiền cước taxi cho những nhân viên vẫn làm việc tại văn phòng đến khuya, để khuyến khích làm thêm giờ.
Vào năm 2020, một nghiên cứu cho thấy "các doanh nghiệp Trung Quốc có xu hướng làm việc nhiều giờ hơn các doanh nghiệp Mỹ."
Vào năm 2020, một nghiên cứu khác đã ví nền văn hóa 996 như "chế độ nô lệ hiện đại", được hình thành thông qua sự kết hợp của "chủ nghĩa tư bản toàn cầu không hạn chế và một nền văn hóa Nho giáo về thứ bậc và sự tuân theo."
Năm 2021, lần đầu tiên, một nghiên cứu của Trung Quốc đã công nhận sự tồn tại của "nền văn hóa làm việc quá mức như 996" đến mức, nếu không được sửa chữa, nó có thể làm loãng lợi ích thu được từ chính sách tuần hoàn kép.

## Luật pháp liên quan
Luật Lao động của Cộng hòa Nhân dân Trung Hoa quy định:
Chương 4 Điều 36 Nhà nước thực hiện chế độ giờ làm việc trong đó người lao động làm việc không quá tám giờ một ngày và bình quân không quá 44 giờ một tuần.
Điều 41 Người sử dụng lao động có thể kéo dài thời giờ làm việc do nhu cầu của sản xuất, kinh doanh sau khi đã tham khảo ý kiến của công đoàn và người lao động. Thời giờ làm việc bị kéo dài nói chung không quá 01 giờ trong ngày hoặc không quá 03 giờ trong ngày nếu việc kéo dài đó vì lý do đặc biệt và điều kiện sức khoẻ của người lao động được bảo đảm. Tuy nhiên, thời gian làm việc được kéo dài không được quá 36 giờ một tháng.
Điều 44 Người sử dụng lao động trả lương cho người lao động cao hơn mức lương làm công việc bình thường theo tiêu chuẩn sau đây khi thuộc một trong các trường hợp sau đây:
(1) Trả lương cho người lao động không thấp hơn 150 phần trăm tiền lương của họ nếu người lao động được yêu cầu làm việc nhiều giờ hơn; (2) Trả lương cho người lao động không thấp hơn 200 phần trăm tiền lương của họ nếu sau đó không bố trí được việc nghỉ ngơi cho người lao động được yêu cầu làm việc vào những ngày chưa nghỉ; (3) Trả lương cho người lao động không thấp hơn 300 phần trăm tiền lương của họ nếu người lao động được yêu cầu làm việc vào những ngày nghỉ hợp pháp.
Chương 12 Điều 90 Nếu người sử dụng lao động kéo dài thời gian làm việc vi phạm quy định của Luật này, sở quản lý lao động có thể cảnh cáo, ra lệnh sửa chữa và có thể phạt tiền.
Điều 91 Người sử dụng lao động có một trong các trường hợp xâm phạm quyền, lợi ích hợp pháp của người lao động thì bị sở quản lý lao động ra lệnh trả tiền công cho người lao động hoặc bù đắp thiệt hại về kinh tế, thậm chí có thể buộc phải bồi thường.:
(2) Từ chối trả tiền công cho người lao động khi làm việc nhiều giờ hơn;

## Các công ty liên quan

### 58.com
Vào tháng 9 năm 2016, trang web rao vặt 58.com chính thức tuyên bố áp dụng hệ giờ làm 996, thu hút sự chỉ trích từ nhân viên và các bình luận xã hội. Công ty trả lời rằng hệ giờ làm 996 sẽ là một thực hành được khuyến khích, không bắt buộc.

### Pinduoduo
Vào đầu tháng giêng, năm 2021, nền tảng thương mại điện tử Pinduoduo bị buộc tội ép buộc nhân viên của mình để làm tăng ca (overtimes) cật lực, được cho là dẫn đến cái chết karoshi (lao lực) của một nhân viên 22 tuổi. Sau đó, tài khoản chính thức của Pinduoduo đã đăng một câu trả lời trên Zhihu nhưng đã bị xóa ngay sau đó, rằng "Những người ở dưới đáy xã hội kiếm được tiền lương có nguy cơ mất mạng."
Chỉ vài ngày sau vụ tai nạn, một nhân viên khác đã tự tử bằng cách nhảy lầu. Vào ngày 10 tháng 1, các nguồn tin cho biết Pinduoduo đã sa thải một nhân viên đăng ảnh cho thấy đồng nghiệp của anh ta được đưa vào xe cứu thương.

### JD.com
Sau khi lịch trình 996 của 58.com được công bố rộng rãi, một email nội bộ từ phó chủ tịch Gang He (Hà Cương, tiếng Trung: 何剛) của JD.com đã bị rò rỉ trực tuyến, trong đó có yêu cầu đội ngũ quản lý của JD.com phải thực hiện hệ giờ làm 996 "trên cơ sở linh hoạt."
Vào ngày 15 tháng 3, 2019, một nhân viên của JD.com cáo buộc rằng một số bộ phận đã bắt đầu thực hiện lịch trình 995 (9 giờ sáng - 9 giờ tối, nhưng 5 ngày mỗi tuần), trong khi các bộ phận khác đã hoàn thành việc này. Sau báo cáo, bộ phận quan hệ công chúng của JD.com thông báo rằng việc làm thêm giờ là không bắt buộc.
Richard Liu, người sáng lập công ty, gọi những người phàn nàn về lịch trình làm việc là "kẻ lười biếng".

### Youzan
Vào tháng 1 năm 2019, một nhân viên của Youzan đã tuyên bố trên nền tảng xã hội Maimai rằng người giám sát của họ đã thực thi lịch trình 996. Bai Ya, Giám đốc điều hành của Youzan, trả lời: "Sẽ là một điều tốt khi nhìn lại một vài năm sau đó." Một số phương tiện truyền thông đã chỉ trích lịch trình này. Cuối tháng đó, Nhóm Giám sát Lao động của quận Tây Hồ, Hàng Châu thông báo rằng công ty đang bị điều tra.

### Các công ty khác
Ít nhất 40 công ty, bao gồm Huawei, Pinduoduo, JD.com và Alibaba Group, đã triển khai kế hoạch 996 hoặc một giải pháp thay thế thậm chí chuyên sâu hơn.

## Các cuộc biểu tình trực tuyến

### Chiến dịch GitHub 996.ICU
Vào ngày 26 tháng 3, 2019, kho lưu trữ 996.ICU và trang web đã được tạo. Kho lưu trữ nói rằng tên "996.icu" đề cập đến cách các nhà phát triển làm việc theo hệ thống 996 (9 giờ sáng - 9 giờ tối, 6 ngày mỗi tuần) sẽ có nguy cơ sức khỏe kém và có thể phải ở trong phòng hồi sức tích cực (ICU). Khẩu hiệu của phong trào là "vấn đề cuộc sống của 'các nhà phát triển'".
Hai ngày sau, vào ngày 28 tháng 3, 2019, kho lưu trữ đã nhận được 50 nghìn sao và 100 nghìn sao vào ngày 30 tháng 3, 2019, khiến nó trở thành kho lưu trữ có xu hướng hàng đầu trên GitHub. Kho lưu trữ đạt 120 nghìn sao vào 31 tháng 3, 2019 và 200 nghìn sao vào ngày 9 tháng 4 năm 2019, trở thành kho lưu trữ có nhiều sao thứ hai trên GitHub. Hoạt động rầm rộ đã khiến trang "issue" của kho chứa ngập trong thư rác và phải đóng cửa, điều này đã được thảo luận sôi nổi trên Zhihu, Sina Weibo và WeChat.
Mục đích ban đầu của kho lưu trữ là liệt kê các công ty sử dụng hệ giờ làm 996, nhưng đã sớm phát triển thành một phong trào - Anti 996 Licence - cấm rõ ràng các công ty sử dụng hệ thống 996 sử dụng mã nguồn mở trên GitHub. (Giấy phép như vậy sẽ không đáp ứng hầu hết các định nghĩa về phần mềm nguồn mở, chẳng hạn như Định nghĩa Nguồn mở, vì việc loại bỏ 996 được coi là giới hạn về mục đích sử dụng.)

### Danh sách đen trình duyệt
Vào ngày 2 tháng 4, 2019, có thông tin rộng rãi rằng QQ Browser và WeChat (sản phẩm của Tencent), UC Browser (sản phẩm của Alibaba), 360 Browser (sản phẩm của Qihoo 360) và nhiều trình duyệt Trung Quốc dựa trên Chromium khác đã chặn kho lưu trữ 996.icu trên GitHub, mô tả nó là "một trang web bất hợp pháp và gian lận."

### Hỗ trợ bởi nhân viên của Microsoft
Vào ngày 18 tháng 4, 2019, nhân viên tại Microsoft và GitHub đã tạo một kho lưu trữ GitHub có tên "support.996.ICU" để hỗ trợ chiến dịch 996.ICU, mà họ tin rằng có thể bị đe dọa bởi sự kiểm duyệt của chính phủ Trung Quốc.

## Các vị trí

### Ủng hộ
- Jack Ma tuyên bố rằng người lao động nên coi 996 là "một may mắn lớn" vì không có cách nào để "đạt được thành công mà [một] người muốn [những] muốn mà không phải trả thêm công sức và thời gian."[22][58][59][60][61][62][63]
- Richard Liu, người sáng lập JD.com: "Những kẻ lười biếng không phải là anh em của tôi!"[22][31]
- Jason Calacanis, doanh nhân và nhà đầu tư thiên thần, mô tả 996 là "cũng chính là một lẽ/nguyên tắc làm việc đã xây dựng nên nước Mỹ."[64]

### Phản đối
- Xin Shi Ping của Tân Hoa Xã: "Hệ giờ làm 996 vi phạm luật lao động. Nó ảnh hưởng đến sức khỏe và tương lai. Nó gây hại cho những người lao động chăm chỉ và đó là sự hiểu lầm của tinh thần làm việc chăm chỉ."[65]
- Nhân dân Nhật báo: "Ủng hộ 'làm việc chăm chỉ' không có nghĩa là dùng đến và thực thi hệ thống 996."[66][67][68]
- Dịch vụ Tin tức Trung Quốc: "Đánh đổi mạng sống lấy tiền là không cần thiết." Bài đã được Nhân dân nhật báo in lại.[69]
- Nhật báo Bắc Kinh: "Jack Ma và Richard Liu chỉ đang 'khoe khoang' lịch trình làm việc 996, nhằm ngụy tạo việc giảm lương hoặc sa thải." Bài báo đã được đăng lại trên Nhân dân nhật báo.[70]
- Wang Xinya, viết cho Banyuetan, nói rằng một số doanh nhân coi thường luật pháp và liên kết 996 với công việc khó khăn, gọi đó là súp gà "độc". Ông tuyên bố rằng hệ thống 996 không liên quan gì đến sự siêng năng của nhân viên, mà liên quan đến những thứ ảnh hưởng đến lợi ích của công ty.[71]
- Guido van Rossum nhận xét rằng lịch trình làm việc của 996 là "vô nhân đạo".[49][72][73][74]
- Vào năm 2021, các học giả Trung Quốc nhấn mạnh với các nhà hoạch định chính sách rằng "cần phải cải cách chính sách làm việc để thực hiện việc giảm thời gian làm việc cho mỗi người lao động ở Trung Quốc và cũng để hạn chế văn hóa làm việc quá mức như 996".[14] Họ lập luận, nếu không có những sáng kiến như vậy chính sách tuần hoàn kép chắc chắn sẽ thất bại.

## Những tác động đến xã hội
Trong và sau thời gian áp dụng hệ giờ làm 996, giới trẻ trong độ tuổi lao động ở Trung Quốc ngày càng hưởng ứng phong trào kỳ lạ tên là tang ping (thảng bình), hay "nằm thẳng", và giảm tần suất làm việc hoặc sống chậm lại. Cụ thể họ sẽ nhận những công việc ít vất vả, áp lực hơn với mức lương tối thiểu đáp ứng đủ cho những nhu cầu thiết yếu của lối sống tối giản. Họ cũng tự cách ly bản thân khỏi mọi áp lực chi phí cuộc sống để được nghỉ ngơi hoàn toàn.